# Serbie homogène

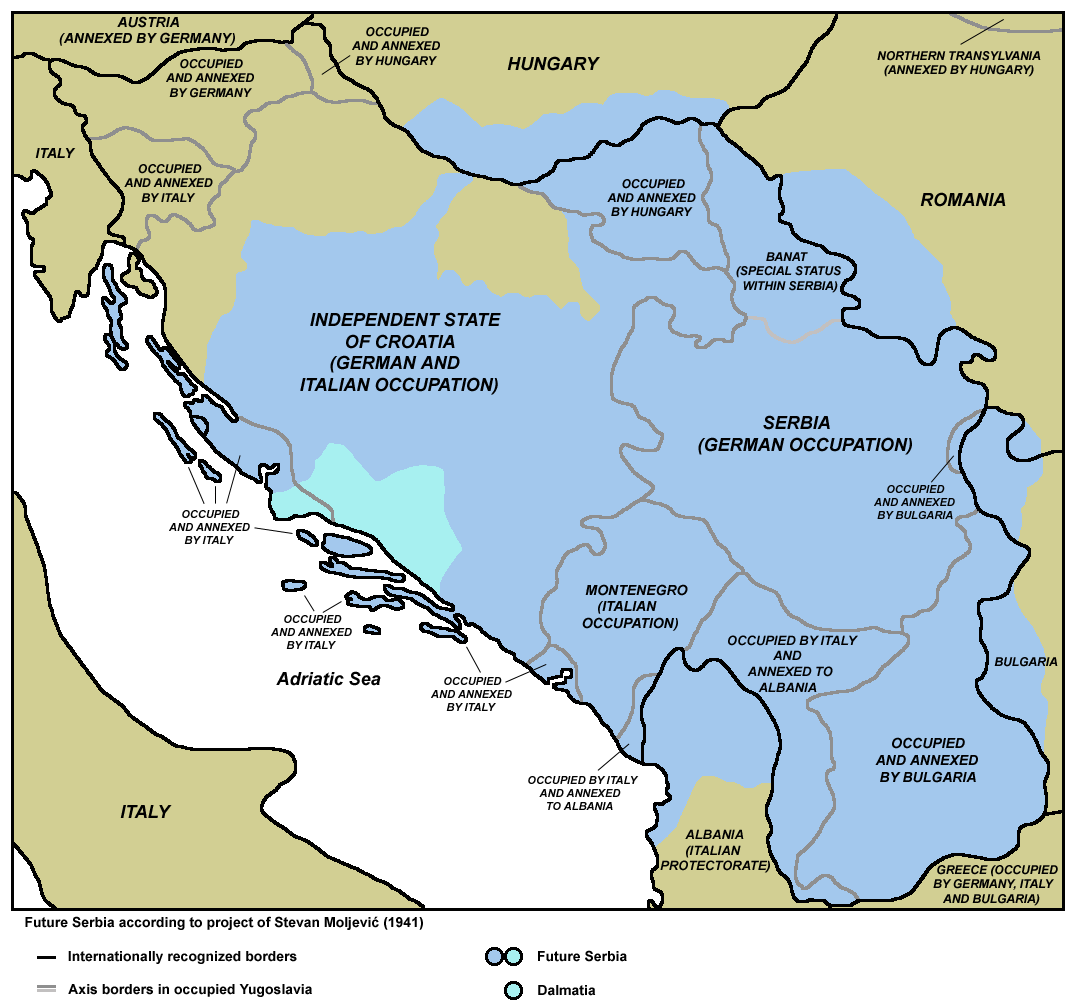
La Serbie homogène de Stevan Moljević.

La Serbie homogène est un discours écrit de Stevan Moljević. L'ouvrage souligne que l'État tire sa force du degré d'identification de sa population au sein de celui-ci, contrairement aux présomptions d'Ilija Garašanin, qui pense que la force de l'État découle de sa taille et de ses principes d'organisation. Selon Moljević, le royaume de Serbie victorieux en 1918 a commis une grave erreur en décidant de fonder la Yougoslavie au lieu de définir clairement les frontières de la Serbie.
Peu après l'effondrement de la Yougoslavie lors de la courte invasion de l'Axe, Moljević créa le concept d'une Serbie « homogène » et d'une Yougoslavie tribaliste. La carte présentée dans cet ouvrage attribue à la Croatie le territoire de la Dalmatie du Nord avec une importante population serbe.
Moljević a écrit un autre traité intitulé Une opinion sur notre État et ses frontières (serbe : Мишљење о нашој држави, њеним границама), qu'il a présenté à Dragiša Vasić avec son ouvrage Serbie homogène.
John R. Lampe souligne des détails importants qui sapent la perception selon laquelle la Serbie homogène de Moljević était la pièce maîtresse d'un ensemble cohérent d'objectifs de guerre tchetniks, comme le fait que le Comité national central de Yougoslavie disposait d'un statut secondaire, Moljević ne prenant de l'importance au sein de ce comité qu'en 1943. Selon l'historien Mark Levin, aucune preuve ne montre que les massacres commis par les Tchetniks représente la conséquence directe des écrits de Moljević, sachant que la structure de commandement fragmentée et très faible du chef tchetnik Mihailović militait contre tout programme d'anéantissement systématique.